# Тайбэй Арена

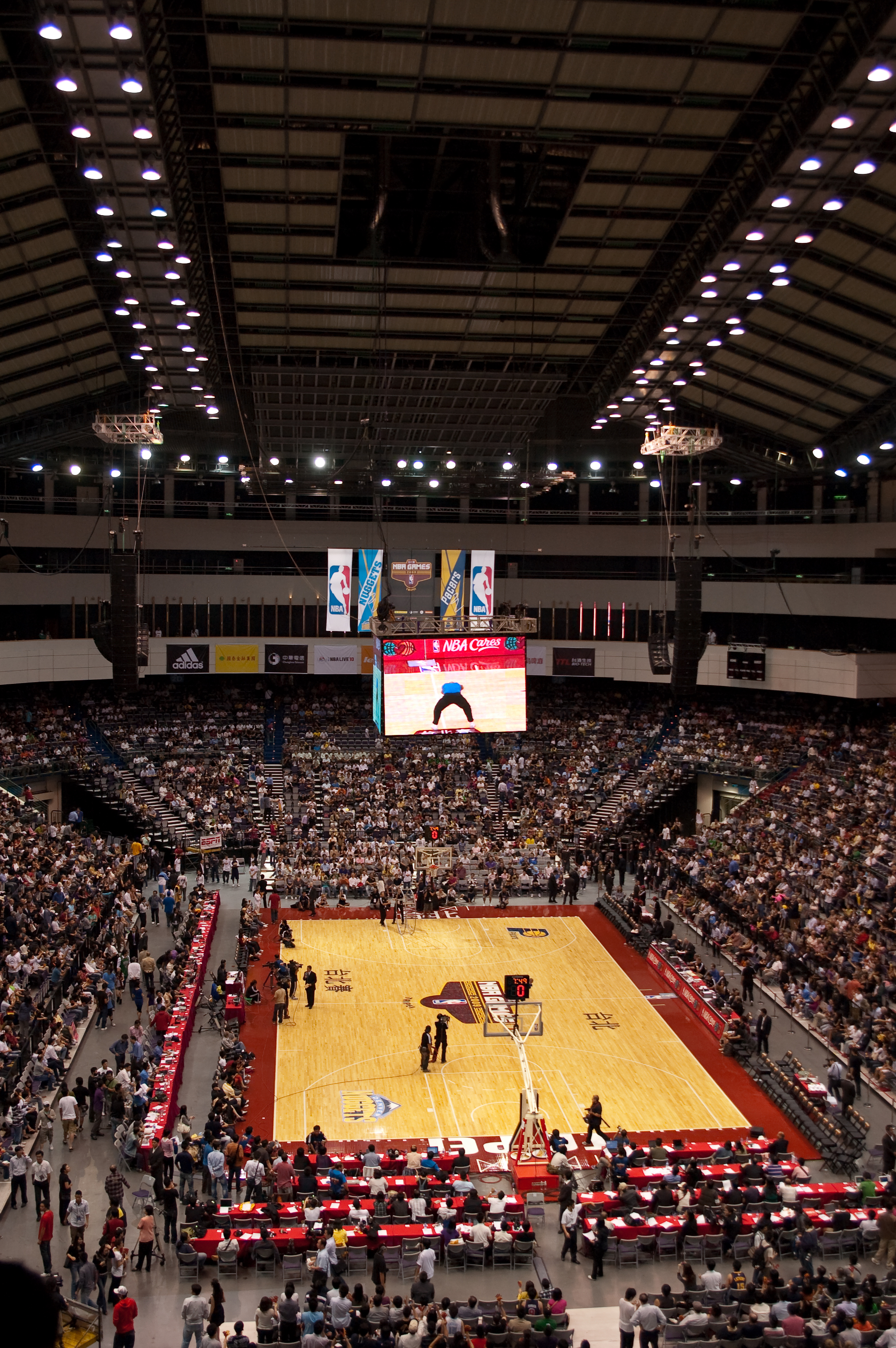
Выставочная игра NBA в 2009 году между командами «Индиана Пэйсерс» and «Денвер Наггетс» на Taipei Arena

Taipei Arena — крытый спортивный комплекс, расположенный в столице Тайваня городе Тайбэе. Этот построенный и открытый в 2005-м году стадион способен принимать крупные международные спортивные мероприятия по фигурному катанию, хоккею, гимнастике, гандболу, баскетболу, теннису, бадминтону, настольному теннису, футзалу, боксу, дзюдо, карате, тхэквондо и рестлингу.

## Общая информация
Стадион управлялся компанией Eastern Media Group (東森集團), которая выиграла тендер на управление ареной на 9 лет. Однако, некоторое время спустя после получения этого права, компания была вовлечена в крупные скандалы, поэтому администрация города Тайбэй отобрала это право и на настоящий момент сама управляет спорткомплексом.
Стадион носит неофициальное название Mini-Big Egg (小巨蛋).

## Строительство
Арена была спроектирована архитектурной фирмой Архазия, основанной в Тайбэе, ныне входящей в компанию Populous. Она расположена на месте бывшего муниципального бейсбольного стадиона Тайбэя (построен в 1958 г, открыт в 1959 году, разобран в 2000 году). Открытие состоялось 1 декабря 2005 года. Основная арена имеет регулируемый размер площадки: минимальные размеры 60м × 30м, максимальные - 80м × 40м.
Дополнительная арена вместимостью 800 зрителей и размерами 60м × 30м представляет собой ледовую площадку, на которой проходят соревнования Хоккейной Лиги Китайского Тайбэя.

## События
Со дня открытия в 2005 году на арене проведено больше мероприятий культуры и искусства, таких как живые концерты, нежели спортивных мероприятий, для которых она изначально строилась. Они включают выступления ледового шоу Disney on Ice, Cirque du Soleil, бродвейского мюзикла «Кошки», концерты Боба Дилана, Джастина Бибера, группы Backstreet Boys.

## Спортивные мероприятия

### Теннис
С 2008 года на арене проводится профессиональный женский теннисный турнир OEC Taipei Ladies Open.

### Фигурное катание
- Чемпионат четырёх континентов по фигурному катанию 2011
- Чемпионат четырёх континентов по фигурному катанию 2014
- Чемпионат четырёх континентов по фигурному катанию 2016
- Чемпионат мира по фигурному катанию среди юниоров 2017
- Чемпионат четырёх континентов по фигурному катанию 2018
- Чемпионат мира по фигурному катанию среди юниоров 2024

### Хоккей
- Третий дивизион чемпионата мира по хоккею с шайбой среди юниорских команд 2011
- Третий дивизион чемпионата мира по хоккею с шайбой среди юниорских команд 2013
- Третий дивизион чемпионата мира по хоккею с шайбой среди юниорских команд 2015
- Третий дивизион чемпионата мира по хоккею с шайбой среди юниорских команд 2017
- Квалификация второго дивизиона чемпионата мира по хоккею с шайбой 2017 (женщины)